# Hans-Heinrich Sixt von Armin

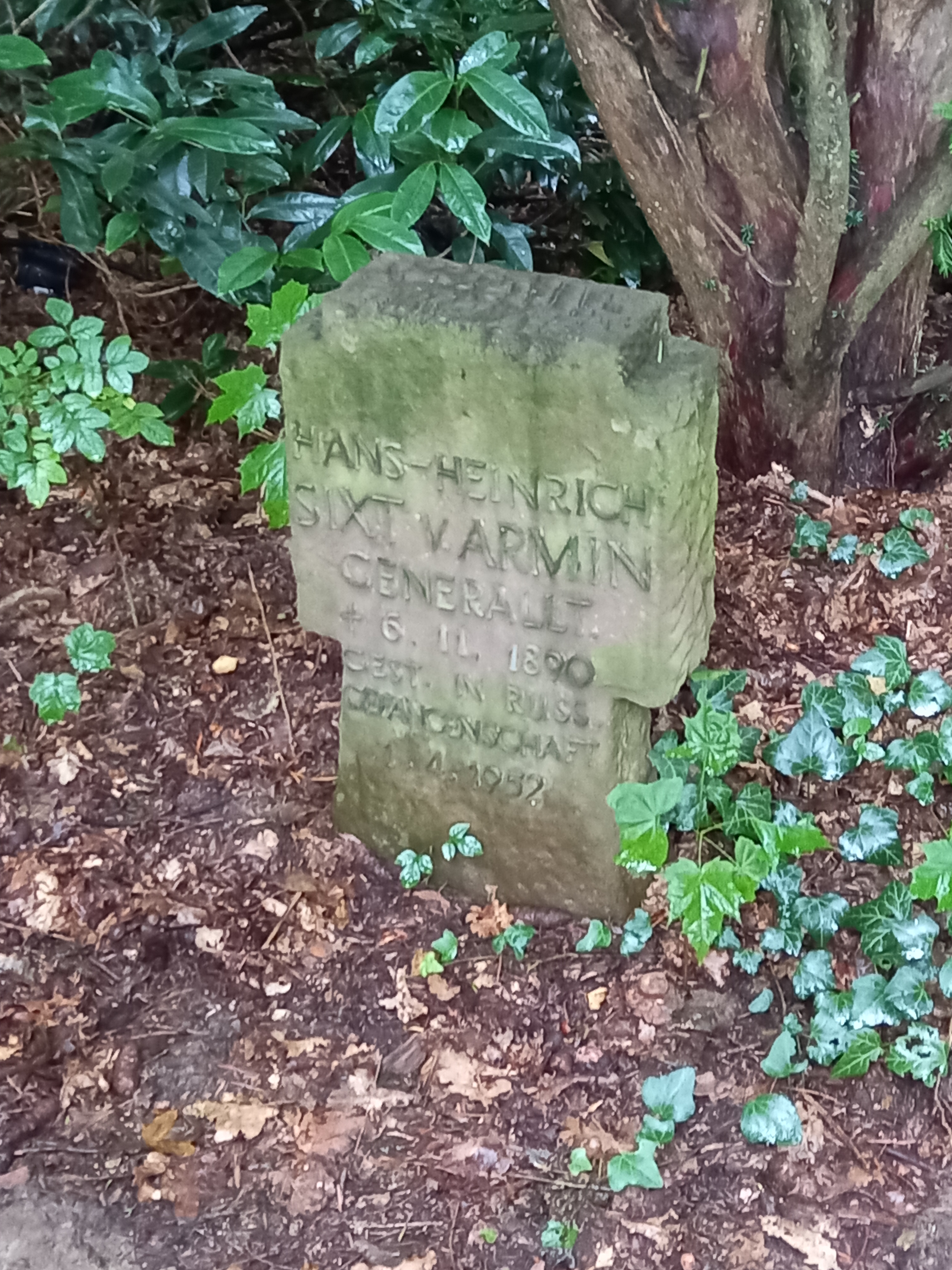
Gedenkstein für Hans-Heinrich Sixt von Armin auf dem Stadtfriedhof Göttingen

Hans-Heinrich Sixt von Armin, fälschlich auch Sixt von Arnim, (* 6. November 1890 in Stettin; † 1. April 1952 in Krasnogorsk) war ein deutscher Generalleutnant.

## Leben
Er war der Sohn des Generals Friedrich Bertram Sixt von Armin, der den preußischen Adelsstand durch die Verleihung des Schwarzen Adler-Ordens 1917 erhielt. Seine Mutter war Klara von Voigts-Rhetz, Tochter der Elivra Wolff und des Generals Julius von Voigts-Rhetz. Hans-Heinrich Sixt von Arnim hatte mehrere Geschwister. Seine Tante Klothilde war die Ehefrau des Offiziers Otto von Hüpeden, nachmalig Generalleutnant. 
Hans-Heinrich schlug wie sein Vater und weitere Vorfahren, welche zuvor schon unbeanstandet den Adelstitel trugen, eine Militärlaufbahn ein. Im Ersten Weltkrieg hatte er Truppenkommandos und wurde zuletzt als Hauptmann im Stab der 26. Infanterie-Division verwendet.
Bereits 1916 heiratete er in Magdeburg seine Ehefrau Frieda von Hegel, Tochter der Armgard von Wulffen-Pietzpuhl und des Wilhelm von Hegel. Frieda Sixt von Armin war eine direkte Nachfahrin des Philosophen Georg Wilhelm Friedrich Hegel. Frieda und Hans-Heinrich selbst hatten keine Nachfahren. Frieda Sixt von Armin lebte zuletzt in Göttingen bei ihrer Schwester Elvira, Ehefrau des Bankiers Werner Freiherr Spiegel von und zu Peckelsheim.
In der Reichswehr stieg er bis 1932 zum Oberstleutnant auf, 1934 zum Oberst und 1938 zum Generalmajor. Zum Zeitpunkt des Überfalls auf Polen wurde er Generalstabschef der 5. Armee. Am 25. September 1939 übernahm er als Kommandeur die 95. Infanteriedivision. Als solcher erhielt er am 1. März 1940 die Beförderung zum Generalleutnant. Im Juli 1941 gab er den Befehl zur Erschießung von ca. 200 Personen (hauptsächlich Juden, die angeblich deutsche Soldaten misshandelt hatten) in der Gegend von Shitomir.
Anfang Juni 1942 übernahm er die 113. Infanterie-Division, die er in die Schlacht von Stalingrad führte. Hier geriet er am 20. Januar 1943 in sowjetische Kriegsgefangenschaft, in der er ein enger Vertrauter von Friedrich Paulus wurde. In der Kriegsgefangenschaft in der Sowjetunion starb er 1952.

## Auszeichnungen
- Ritterkreuz des Eisernen Kreuzes am 22. September 1941
- Deutsches Kreuz in Gold am 6. September 1942